# Бахаме на Светском првенству у атлетици у дворани 2014.
Бахаме су учествовали на Светском првенству у атлетици у дворани 2014. одржаном у Сопоту од 7. до 9. марта петнаести пут, односно на свим првенствима до данас. Репрезентацију Бахама представљало је 11 такмичара (9 мушкарца и 2 жене), који су се такмичили у четири дисциплине.,
На овом првенству Бахаме су по броју освојених медаља делиле 20. место са две освојене медаље (сребрна и бронзана). Поред тога остварена су и 6 рекорда сезоне. У табели успешности према броју и пласману такмичара који су учествовали у финалним такмичењима (првих 8 такмичара) Бахаме су са 2 учесника у финалу делили 21. место са 13 бодова.
| Плас. | Земља  | 1. место | 2. место | 3. место | 4. место | 5. место | 6. место | 7. место | 8. место | Бр. финал. | Бод. |
| ----- | ------ | -------- | -------- | -------- | -------- | -------- | -------- | -------- | -------- | ---------- | ---- |
| =21.  | Бахаме | 0        | 1        | 1        | 0        | 0        | 0        | 0        | 0        | 2          | 13   |

## Учесници
| Мушкарци: - Ворен Фрејзер — 60 м - Адријан Грифит — 60 м - Крис Браун — 400 м - Рамон Милер — 4 х 400 м - Мајкл Матје — 4 х 400 м - Andretti Bain — 4 х 400 м - Латој Вилијамс — 4 х 400 м - Рајан Инграхам — Скок увис - Доналд Томас — Скок увис | Жене: - Шениква Фергусон — 60 м - Шони Милер — 400 м |  |

## Освајачи медаља (2)

### Сребро (1)
- Крис Браун — 400 м

### Бронза (1)
- Шони Милер — 400 м

## Резултати

### Мушкарци
| Атлетичар      | Дисциплина | Лични рекорд | Квалификације | Квалификације | Полуфинале           | Полуфинале           | Финале                | Финале       | Детаљи |
| Атлетичар      | Дисциплина | Лични рекорд | Резултат      | Место         | Резултат             | Место                | Резултат              | Место        | Детаљи |
| -------------- | ---------- | ------------ | ------------- | ------------- | -------------------- | -------------------- | --------------------- | ------------ | ------ |
| Ворен Фрејзер  | 60 м       | 6,54 НР      | 6,61 КВ       | 2. у гр. 3    | 6,59                 | 5. у гр. 2           | Није се квалификовао  | 9 / 43 (44)  |        |
| Адријан Грифит | 60 м       | 6,63         | 6,69          | 3. у гр. 3    | Није се квалификовао | Није се квалификовао | Није се квалификовао  | 22 / 43 (44) |        |
| Крис Браун     | 400 м      |              | 45,84 КВ, ЛРС | 1. у гр. 5    | 46,19 КВ             | 1. у гр. 2           | 45,58 ЛРС             |              |        |
| Рамон Милер    | 4 х 400 м  | 3:08,76 НР   | 3:09,79       | 4. у гр. 2    |                      |                      | Нису се квалификовали | 8 / 10       |        |
| Мајкл Матје    | 4 х 400 м  | 3:08,76 НР   | 3:09,79       | 4. у гр. 2    |                      |                      | Нису се квалификовали | 8 / 10       |        |
| Andretti Bain  | 4 х 400 м  | 3:08,76 НР   | 3:09,79       | 4. у гр. 2    |                      |                      | Нису се квалификовали | 8 / 10       |        |
| Латој Вилијамс | 4 х 400 м  | 3:08,76 НР   | 3:09,79       | 4. у гр. 2    |                      |                      | Нису се квалификовали | 8 / 10       |        |
| Рајан Инграхам | Скок увис  | 2,24         | 2,21          | 15            | 15 / 15 (17)         |                      | Нису се квалификовали |              |        |
| Доналд Томас   | Скок увис  | 2,33         | ххх           | БП            | БП                   | БП                   | БП                    | БП           |        |

### Жене
| Атлетичарка      | Дисциплина | Лични рекорд | Квалификације | Квалификације | Полуфинале    | Полуфинале | Финале                | Финале  | Детаљи |
| Атлетичарка      | Дисциплина | Лични рекорд | Резултат      | Место         | Резултат      | Место      | Резултат              | Место   | Детаљи |
| ---------------- | ---------- | ------------ | ------------- | ------------- | ------------- | ---------- | --------------------- | ------- | ------ |
| Шениква Фергусон | 60 м       | 7,22         | 7,31 кв, ЛРС  | 4. у гр. 1    | 7,25 ЛРС      | 5. у гр. 1 | Није се квалификовала | 14 / 43 |        |
| Шони Милер       | 400 м      | 50,88        | 52,10 КВ, ЛРС | 1. у гр. 3    | 51,63 КВ, ЛРС | 3. у гр. 2 | 52,06                 |         |        |